# Église Saint-Pancrace de Griesheim-sur-Souffel
L'église Saint-Pancrace est une église paroissiale située à Griesheim-sur-Souffel dans la circonscription administrative du Bas-Rhin, dans la Collectivité européenne d’Alsace.

## Histoire
Une première église est construite à Griesheim un peu avant le milieu du XIe siècle. Dédiée à saint Pancrace, elle est consacrée en 1049 par le pape Léon IX. À cette époque la paroisse dépend du Grand chapitre de Strasbourg, puis, un peu plus tard au Moyen Âge, elle est rattachée au chapitre rural de Betbur.
Au début de l’époque moderne, en 1535, la paroisse devient une annexe de Dingsheim. Un peu moins d’un siècle plus tard, le 14 mai 1622 elle est incendiée avec le reste du village par les troupes de Mansfeld impliquées dans la guerre de Trente Ans.
Après une brève période d’autonomie entre 1802 et 1808, la paroisse retourne dans l’orbite de celle de Dingsheim, jusqu’à ce qu’elle obtienne définitivement son autonomie en 1820. L’acquisition de cette autonomie est liée à la croissance de la population de la paroisse, qui pose également des problèmes en terme d’espace disponible dans l’église pour les fidèles. Afin de résoudre ce problème, l’église est rasée en 1828 et remplacée par un nouvel édifice. L’ancien clocher semble avoir été un temps conservé, étant donné que la ville achète des cloches en 1854, alors que le clocher actuel n’a été construit qu’en 1878. La décoration est complétée au fur et à mesure dans les années suivantes avec des vitraux réalisés par Ott Frères en 1890 et la fresque de la nef en 1903.

## Mobilier
L’orgue a été réalisé en 1746 par Jean André Silbermann pour l’église de Guémar, à laquelle il a été acheté en 1849. Il a été restauré en 1966 par Alfred Kern. Les cloches achetées en 1854 sont réquisitionnées par les Allemands pour l’effort de guerre pendant la Première Guerre mondiale. Remplacées en 1925, elle subissent le même sort pendant la Seconde Guerre mondiale, à l’exception de la cloche Saint-Pancrace. Celle-ci est complétée en 1948 par les cloches Joseph et Marie Immaculée.
Le plafond de la nef est orné d’une fresque peinte en 1903. Signée Lux Linz, il s’agit d’un pastiche du Couronnement de la Vierge de Vélasquez. Le retable du maître-autel est orné d’un tableau de 1855 réalisé par Louis Sorg et représentant saint Pancrace face à Dioclétien.